# 小田島理恵
小田島 理恵（おだじま りえ、1989年4月1日 - ）は、日本の女子車いすバスケットボール選手。ポジションはフォワード。男子車いすバスケットボールチーム「東京ファイターズB.C」所属。車いすバスケットボール女子日本代表選手。

## 来歴
埼玉県入間市出身。3歳からピアノを習い、中学時代は吹奏楽部、埼玉県立狭山清陵高等学校時代は少林寺拳法部に所属していた。高校卒業後は作業療法士の資格を取るため専門学校に進学。2011年、22歳の時、事故に遭い脊髄損傷不全麻痺となる。リハビリで通っていた障がい者スポーツセンターで開催されていた体験会で車いすバスケットボールに出会う。2013年、東京の女子車いすバスケットボールチーム「GRACE」に加入。2016年、車いすバスケットボール女子日本代表に初めて選出され、国際親善女子車いすバスケットボール大阪大会とコンチネンタルクラッシュ（イギリス）に出場。2021年、東京パラリンピックに出場。
2022年6月1日に入籍したことを発表。入籍後の本名が「石川理恵」になったことも公表している。
ケイダッシュステージ所属のお笑いコンビ『かぎしっぽ』のさち（本名：小田島沙知）はいとこにあたる。

## 日本代表歴
- 2017 アジアオセアニアチャンピオンシップス 3位
- 2018 アジアパラ競技大会 準優勝
- 2019 アジアオセアニアチャンピオンシップス 3位
- 2021 東京パラリンピック 6位